# Ивакова, Мария Игоревна
Мари́я И́горевна Ивако́ва (род. 16 июня 1986, Темиртау, Карагандинская область, Казахская ССР) — российская фото-модель, актриса и видеоблогер. Наиболее известна по телепередачам «Орёл и решка. Шопинг» и «Утро Пятницы».

## Биография
Родилась 16 июня 1986 года в Темиртау Карагандинской области в семье военного. В детстве Маша успела пожить в отдалённых гарнизонах России и даже в Германии. Лишь когда девочке исполнилось 10 лет, семья Иваковых обосновалась в Санкт-Петербурге. У неё есть сестра Алёна.

### Образование
После школы поступила во Всероссийскую налоговую академию, на факультет «Финансы и кредит» и планировала найти себя в бизнесе. Во время обучения она устроилась в инвестиционную компанию, где за два года работы получила должность директора по развитию.
В 2013 году окончила базовый курс по специальности «Актер драматического театра и кино» в Школе Драмы Германа Сидакова.

### Карьера на телевидении
В 2009 году начала вести на канале YouTube видеоблог о моде под названием «От бедра», который сделал девушку популярной.
В 2012 году стала одной из ведущих популярной программы о мире моды и стиля «Trendy» на MTV Россия, в которой ведущие рассказывают о последних новинках моды, посещали главные светские мероприятия и общались с мировыми звёздами. В этом проекте Мария пробыла около года.
В 2013 сыграла роль невесты в фильме «Привычка расставаться».
В 2014 стала ведущей программы «Орёл и решка. Шопинг». Премьера телепроекта состоялась 15 февраля на телеканалах «Пятница!» и «Интер». В ходе программы ведущие подсказывали названия магазинов, рынков и кафе города, в котором находятся, и рассказывают о стоимости той или иной вещи. Мария пробыла в роли ведущей с самого начала проекта и до его окончания в конце 2016 года. В разное время её соведущими были Константин Октябрьский, Антон Лаврентьев и Егор Калейников.
С 13 марта 2017 года на телеканале «Пятница!» стартовало новое шоу «Утро Пятницы», которую вела совместно с актрисой и фотомоделью Валерией Дергилёвой. В этом же году утренняя программа вместе с Лерой была номинирована на ТЭФИ.
В ноябре 2017 стала ведущей «звёздного» выпуска тревел-шоу «Орёл и решка» совместно с Михаилом Башкатовым. Также являлась одной из ведущих передачи «Орёл и решка. Россия».
В 2018 году вместе с Валерией Дергилёвой были номинированы на премию ТЭФИ в категории «Ведущий утренней программы» за программу «Утро Пятницы». В 2019 году участвовала в новом сезоне русской версии игры «Форт Боярд» на канале СТС.
В 2023 году стала ведущей тревел-шоу «За волшебством». Премьера телепроекта состоялась 2 февраля 2024 года на телеканале «Пятница!».

### Собственное ателье
В 2010 году вместе с сестрой Алёной создала ателье The Tailor Shop, которое, кроме индивидуальных пошивов, занималось также разработкой линеек одежды.
В 2012 году в рамках премии World Fashion Awards, вместе с Алёной Иваковой победили в номинации «Концептуальный проект. Новое имя».

## Съёмки в фотосессиях и рекламе
Мария Ивакова постоянно участвует в различных модных проектах, фотосессиях и рекламах.
В 2015 году Маша стала официальным представителем и лицом бьюти-бренда Maybelline New York в России.
Летом 2017 года Маша Ивакова стала лицом рекламной кампании итальянского бренда Calzedonia в России.

## Фильмография
- 2013 — Привычка расставаться — невеста[13]
- 2015 — 8 новых свиданий[уточнить]
- 2016 — 8 лучших свиданий — дежурная пожарной части
- 2021 — Нефутбол — Кристина

### Дублирование
- 2016 — Зверополис — Джуди Хопс[14]

## Награды и номинации
| Год  | Премия                                          | Категория                        | Результат |
| ---- | ----------------------------------------------- | -------------------------------- | --------- |
| 2012 | Премия «World Fashion Awards»                   | Концептуальный проект. Новое имя | Победа    |
| 2015 | Премия журнала «Glamour»                        | Прорыв года                      | Победа    |
| 2017 | Индустриальная телевизионная премия ТЭФИ — 2017 | Ведущий утренней программы       | Номинация |
| 2017 | Премия журнала «Glamour»                        | Телезвезда года                  | Номинация |
| 2017 | Премия OK! Awards «Больше, чем звёзды»          | Улыбка года R.O.C.S. Девушки     | Номинация |
| 2018 | Glamour Influencers Awards                      | glam_жизньврозовомцвете          | Победа    |
| 2018 | Индустриальная телевизионная премия ТЭФИ — 2018 | Ведущий утренней программы       | Номинация |

## Личная жизнь
Рассталась с Никитой Ефремовым.